# Biathlon aux Jeux olympiques de 2018 – Sprint hommes
Navigation
Sotchi 2014 Pékin 2022
L'épreuve masculine du 10 km sprint aux Jeux olympiques d'hiver de 2018 a lieu le 11 février 2018 au Centre de biathlon et de ski de fond d'Alpensia.
Quatre-vingt-sept athlètes participent à cette compétition. Les deux premiers du classement général de la coupe du monde et de la spécialité, Martin Fourcade et Johannes Thingnes Bø sont les grands favoris. Cependant, tous deux manquent totalement leur premier tir permettant à l'allemand Arnd Peiffer de remporter son premier titre olympique devant le tchèque Michal Krčmář et l'italien Dominik Windisch.

## Organisation

### Site

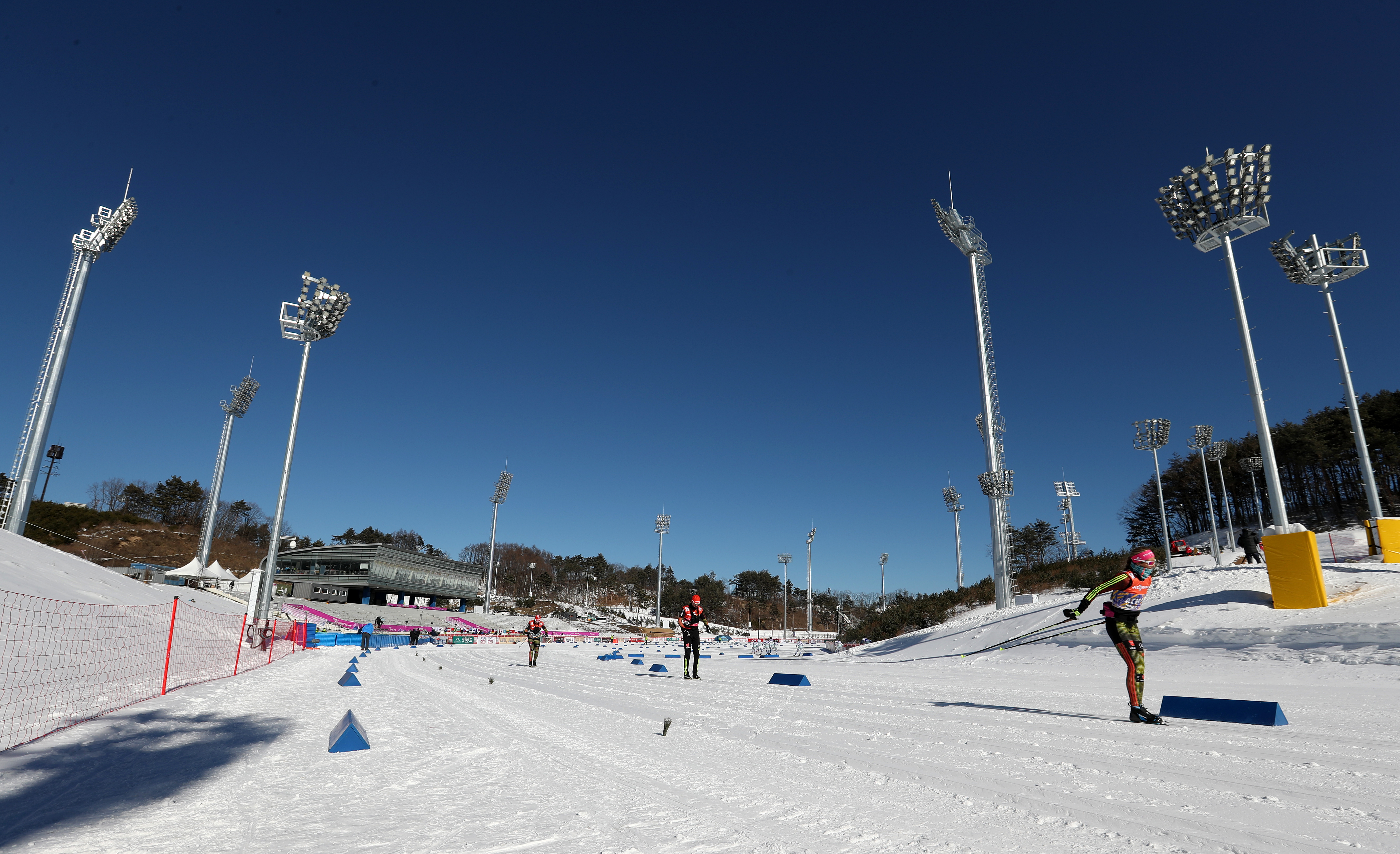
La piste de biathlon d'Alpensia

Les épreuves de biathlon se déroulent au centre de biathlon et de ski de fond d'Alpensia qui est situé à Daegwallyeong-myeon. Le centre a été construit en 1995 et a notamment accueilli les épreuves de biathlon et ski de fond des Jeux asiatiques d'hiver de 1999. La capacité du stade est de 7 500 dont 4 500 assises.

### Calendrier
La course se déroule le dimanche 11 février 2018 et commence à 20h15 heure locale (UTC+9).
| Date            | Épreuve | Horaire | Horaire |
| --------------- | ------- | ------- | ------- |
| 11 février 2018 | Sprint  | 20:15   |         |

## Podium
| Épreuve                    | Or                       | Or            | Argent                             | Argent | Bronze                    | Bronze |
| -------------------------- | ------------------------ | ------------- | ---------------------------------- | ------ | ------------------------- | ------ |
| Sprint résultats détaillés | Arnd Peiffer (Allemagne) | 23 min 38 s 8 | Michal Krčmář (République tchèque) | +4 s 4 | Dominik Windisch (Italie) | +7 s 7 |

## Résultats
Le tableau ci-dessous montre les résultats de la compétition avec le nom des participants, leur pays, leur classement, les temps dans l'épreuve de fond et les résultats du tir couché et du tir debout.
| Rang                                | Dossard | Athlète                | Pays               | Pénalités | Temps final   | Retard         |
| ----------------------------------- | ------- | ---------------------- | ------------------ | --------- | ------------- | -------------- |
| Médaille d'or, Jeux olympiques      | 22      | Arnd Peiffer           | Allemagne          | 0 (0+0)   | 23 min 38 s 8 |                |
| Médaille d'argent, Jeux olympiques  | 36      | Michal Krčmář          | République tchèque | 0 (0+0)   | 23 min 43 s 2 | +4 s 4         |
| Médaille de bronze, Jeux olympiques | 42      | Dominik Windisch       | Italie             | 1 (0+1)   | 23 min 46 s 5 | +7 s 7         |
| 4                                   | 5       | Julian Eberhard        | Autriche           | 1 (0+1)   | 23 min 47 s 2 | +8 s 4         |
| 5                                   | 30      | Erlend Bjøntegaard     | Norvège            | 2 (0+2)   | 23 min 56 s 2 | +17 s 4        |
| 6                                   | 6       | Benedikt Doll          | Allemagne          | 1 (0+1)   | 23 min 56 s 4 | + 17 s 6       |
| 7                                   | 24      | Simon Schempp          | Allemagne          | 1 (0+1)   | 24 min 00 s 2 | + 21 s 4       |
| 8                                   | 54      | Martin Fourcade        | France             | 3 (3+0)   | 24 min 00 s 9 | + 22 s 1       |
| 9                                   | 71      | Serafin Wiestner       | Suisse             | 1 (0+1)   | 24 min 02 s 3 | + 23 s 5       |
| 10                                  | 18      | Lukas Hofer            | Italie             | 2 (1+1)   | 24 min 09 s 8 | + 31 s 0       |
| 11                                  | 32      | Erik Lesser            | Allemagne          | 1 (0+1)   | 24 min 10 s 7 | + 31 s 9       |
| 12                                  | 41      | Simon Desthieux        | France             | 2 (2+0)   | 24 min 11 s 1 | + 32 s 3       |
| 13                                  | 16      | Tarjei Bø              | Norvège            | 2 (2+0)   | 24 min 12 s 5 | + 33 s 7       |
| 14                                  | 40      | Sebastian Samuelsson   | Suède              | 2 (2+0)   | 24 min 12 s 6 | +33 s 8        |
| 15                                  | 26      | Benjamin Weger         | Suisse             | 1 (0+1)   | 24 min 15 s 5 | + 36 s 7       |
| 16                                  | 1       | Timofey Lapshin        | Corée du Sud       | 1 (0+1)   | 22 min 22 s 6 | + 43 s 8       |
| 17                                  | 31      | Tomas Kaukėnas         | Lituanie           | 1 (0+1)   | 24 min 23 s 5 | + 44 s 7       |
| 18                                  | 10      | Emil Hegle Svendsen    | Norvège            | 2 (1+1)   | 24 min 23 s 8 | + 45 s 0       |
| 19                                  | 66      | Olli Hiidensalo        | Finlande           | 0 (0+0)   | 24 min 26 s 3 | + 47 s 5       |
| 20                                  | 45      | Tero Seppälä           | Finlande           | 1 (1+0)   | 24 min 27 s 3 | + 48 s 5       |
| 21                                  | 11      | Dmytro Pidruchnyi      | Ukraine            | 0 (0+0)   | 24 min 27 s 5 | + 48 s 7       |
| 22                                  | 57      | Matej Kazár            | Slovaquie          | 1 (0+1)   | 24 min 33 s 7 | + 54 s 9       |
| 23                                  | 13      | Jakov Fak              | Slovénie           | 2 (1+1)   | 24 min 34 s 2 | + 55 s 4       |
| 24                                  | 46      | Andrejs Rastorgujevs   | Lettonie           | 3 (1+2)   | 24 min 34 s 4 | + 55 s 6       |
| 25                                  | 50      | Dominik Landertinger   | Autriche           | 1 (1+0)   | 24 min 36 s 2 | + 57 s 4       |
| 26                                  | 9       | Klemen Bauer           | Slovénie           | 2 (0+2)   | 24 min 36 s 4 | + 57 s 6       |
| 27                                  | 27      | Antonin Guigonnat      | France             | 3 (1+2)   | 24 min 37 s 5 | + 58 s 7       |
| 28                                  | 28      | Simon Eder             | Autriche           | 2 (2+0)   | 24 min 42 s 5 | + 1 min 03 s 7 |
| 29                                  | 12      | Ondřej Moravec         | République tchèque | 1 (1+0)   | 24 min 46 s 7 | + 1 min 07 s 9 |
| 30                                  | 72      | Jesper Nelin           | Suède              | 3 (1+2)   | 24 min 46 s 8 | + 1 min 08 s 0 |
| 31                                  | 20      | Johannes Thingnes Bø   | Norvège            | 4 (3+1)   | 24 min 51 s 5 | + 1 min 12 s 7 |
| 32                                  | 87      | Peppe Femling          | Suède              | 2 (1+1)   | 24 min 52 s 2 | + 1 min 13 s 4 |
| 33                                  | 64      | Lowell Bailey          | États-Unis         | 1 (0+1)   | 24 min 54 s 4 | + 1 min 15 s 6 |
| 34                                  | 23      | Vladimir Chepelin      | Biélorussie        | 2 (1+1)   | 25 min 04 s 8 | + 1 min 26 s 0 |
| 35                                  | 80      | Anton Smolski          | Biélorussie        | 1 (1+0)   | 25 min 05 s 9 | + 1 min 27 s 1 |
| 36                                  | 15      | Kalev Ermits           | Estonie            | 2 (2+0)   | 25 min 07 s 2 | + 1 min 28 s 4 |
| 37                                  | 2       | Krasimir Anev          | Bulgarie           | 2 (1+1)   | 25 min 08 s 8 | + 1 min 30 s 0 |
| 38                                  | 39      | Michael Rösch          | Belgique           | 2 (0+2)   | 25 min 09 s 4 | + 1 min 30 s 6 |
| 39                                  | 25      | Fredrik Lindström      | Suède              | 3 (2+1)   | 25 min 14 s 1 | + 1 min 35 s 3 |
| 40                                  | 35      | Artem Pryma            | Ukraine            | 2 (1+1)   | 25 min 14 s 9 | + 1 min 36 s 1 |
| 41                                  | 49      | Roland Lessing         | Estonie            | 2 (1+1)   | 25 min 19 s 7 | + 1 min 40 s 9 |
| 42                                  | 60      | Sergey Bocharnikov     | Biélorussie        | 2 (1+1)   | 25 min 20 s 9 | + 1 min 42 s 1 |
| 43                                  | 43      | Roman Yeremin          | Kazakhstan         | 2 (1+1)   | 25 min 21 s 9 | + 1 min 43 s 1 |
| 44                                  | 69      | Nathan Smith           | Canada             | 1 (1+0)   | 25 min 22 s 3 | + 1 min 43 s 5 |
| 45                                  | 3       | Tuomas Grönman         | Finlande           | 1 (0+1)   | 25 min 24 s 3 | + 1 min 45 s 5 |
| 46                                  | 65      | Serhiy Semenov         | Ukraine            | 1 (0+1)   | 25 min 24 s 9 | + 1 min 46 s 1 |
| 47                                  | 34      | Tim Burke              | États-Unis         | 4 (2+2)   | 25 min 26 s 3 | + 1 min 47 s 5 |
| 48                                  | 37      | Quentin Fillon Maillet | France             | 4 (3+1)   | 25 min 28 s 1 | + 1 min 49 s 3 |
| 49                                  | 61      | Vytautas Strolia       | Lituanie           | 2 (1+1)   | 25 min 32 s 4 | + 1 min 53 s 6 |
| 50                                  | 70      | Giuseppe Montello      | Italie             | 2 (0+2)   | 25 min 35 s 3 | + 1 min 56 s 5 |
| 51                                  | 14      | Thomas Bormolini       | Italie             | 2 (1+1)   | 25 min 39 s 3 | + 2 min 00 s 5 |
| 52                                  | 19      | Martin Otčenáš         | Slovaquie          | 4 (0+4)   | 25 min 39 s 7 | + 2 min 00 s 9 |
| 53                                  | 33      | Miha Dovzan            | Slovénie           | 2 (2+0)   | 25 min 42 s 2 | + 2 min 03 s 4 |
| 54                                  | 56      | Vladimir Iliev         | Bulgarie           | 4 (0+4)   | 25 min 42 s 7 | + 2 min 03 s 9 |
| 55                                  | 29      | Florent Claude         | Belgique           | 3 (1+2)   | 25 min 43 s 7 | + 2 min 04 s 9 |
| 56                                  | 68      | Anton Sinapov          | Bulgarie           | 3 (2+1)   | 25 min 47 s 9 | + 2 min 09 s 1 |
| 57                                  | 21      | Anton Babikov          | Russie (OAR)       | 4 (3+1)   | 25 min 48 s 5 | + 2 min 09 s 7 |
| 58                                  | 85      | Leif Nordgren          | États-Unis         | 2 (1+1)   | 25 min 49 s 0 | + 2 min 10 s 2 |
| 59                                  | 4       | Grzegorz Guzik         | Pologne            | 2 (0+2)   | 25 min 52 s 2 | + 2 min 13 s 4 |
| 60                                  | 55      | Cornel Puchianu        | Roumanie           | 1 (1+0)   | 25 min 52 s 7 | + 2 min 13 s 9 |
| 61                                  | 48      | Scott Gow              | Canada             | 4 (4+0)   | 25 min 52 s 8 | + 2 min 14 s 0 |
| 62                                  | 7       | Christian Gow          | Canada             | 3 (2+1)   | 25 min 53 s 5 | + 2 min 14 s 7 |
| 63                                  | 47      | Jeremy Finello         | Suisse             | 3 (2+1)   | 25 min 54 s 7 | + 2 min 15 s 9 |
| 64                                  | 8       | Mario Dolder           | Suisse             | 5 (3+2)   | 25 min 54 s 8 | + 2 min 16 s 0 |
| 65                                  | 17      | Sean Doherty           | États-Unis         | 4 (4+0)   | 25 min 55 s 2 | + 2 min 16 s 4 |
| 66                                  | 63      | Oskars Muiznieks       | Lettonie           | 2 (1+1)   | 25 min 56 s 3 | + 2 min 17 s 5 |
| 67                                  | 51      | Andrzej Nędza-Kubiniec | Pologne            | 2 (2+0)   | 25 min 59 s 2 | + 2 min 20 s 4 |
| 68                                  | 58      | Remus Faur             | Roumanie           | 1 (0+1)   | 26 min 03 s 3 | + 2 min 24 s 5 |
| 69                                  | 59      | Michal Šlesingr        | République tchèque | 4 (0+4)   | 26 min 06 s 0 | + 2 min 27 s 2 |
| 70                                  | 76      | Tomáš Hasilla          | Slovaquie          | 3 (1+2)   | 26 min 10 s 4 | + 2 min 31 s 6 |
| 71                                  | 52      | Raman Yaliotnau        | Biélorussie        | 6 (2+4)   | 26 min 12 s 6 | + 2 min 33 s 8 |
| 72                                  | 62      | Mitja Drinovec         | Slovénie           | 3 (1+2)   | 26 min 13 s 7 | + 2 min 34 s 9 |
| 73                                  | 86      | Adam Vaclavik          | République tchèque | 4 (2+2)   | 26 min 15 s 4 | + 2 min 36 s 6 |
| 74                                  | 81      | Simon Bartko           | Slovaquie          | 5 (2+3)   | 26 min 18 s 4 | + 2 min 39 s 6 |
| 75                                  | 74      | Rene Zahkna            | Estonie            | 3 (1+2)   | 26 min 19 s 9 | + 2 min 41 s 1 |
| 76                                  | 84      | Kauri Kõiv             | Estonie            | 3 (2+1)   | 26 min 23 s 3 | + 2 min 44 s 5 |
| 77                                  | 67      | Tobias Eberhard        | Autriche           | 5 (4+1)   | 26 min 24 s 3 | + 2 min 45 s 5 |
| 78                                  | 78      | Vladimir Semakov       | Ukraine            | 3 (1+2)   | 26 min 31 s 7 | + 2 min 52 s 9 |
| 79                                  | 73      | Vladislav Vitenko      | Kazakhstan         | 4 (2+2)   | 26 min 32 s 7 | + 2 min 53 s 9 |
| 80                                  | 77      | Vassiliy Podkorytov    | Kazakhstan         | 1 (1+0)   | 26 min 34 s 7 | + 2 min 55 s 9 |
| 81                                  | 82      | Dimitar Gerdzhikov     | Bulgarie           | 4 (2+2)   | 26 min 47 s 9 | + 3 min 09 s 1 |
| 82                                  | 83      | Brendan Green          | Canada             | 3 (0+3)   | 26 min 48 s 0 | + 3 min 09 s 2 |
| 83                                  | 44      | Matvey Eliseev         | Russie (OAR)       | 5 (3+2)   | 26 min 59 s 3 | + 3 min 20 s 5 |
| 84                                  | 53      | Mikito Tachizaki       | Japon              | 3 (0+3)   | 27 min 27 s 1 | + 3 min 48 s 3 |
| 85                                  | 38      | Maxim Braun            | Kazakhstan         | 4 (3+1)   | 27 min 46 s 7 | + 4 min 07 s 9 |
| 86                                  | 75      | Gheorghe Pop           | Roumanie           | 5 (2+3)   | 28 min 04 s 4 | + 4 min 25 s 6 |
| 87                                  | 79      | Marius Ungureanu       | Roumanie           | 4 (2+2)   | 28 min 59 s 1 | + 5 min 20 s 3 |